# Maschi contro femmine
Maschi contro femmine es una película italiana de 2010.

## Reparto
- Fabio De Luigi: Walter Bertocchi
- Paola Cortellesi: Chiara
- Giorgia Würth: Eva Castelli
- Lucia Ocone: Monica
- Giuseppe Cederna: Renato
- Carla Signoris: Nicoletta
- Nicolas Vaporidis: Andrea
- Chiara Francini: Marta
- Paolo Ruffini: Ivan
- Francesco Pannofino: Vittorio
- Luciana Littizzetto: Anna
- Luca Calvani: Marco
- Claudio Bisio: Marcello
- Alessandro Preziosi: Diego
- Sarah Felberbaum: Francesca
- Virginia Raffaele: Cristina
- Emilio Solfrizzi: Piero
- Nancy Brilli: Paola
- Daniel McVicar: Bell
- Isabelle Adriani: Svetlana
- Barbara De Bortoli: Gina